# Fontaine-sur-Maye

Fontaine-sur-Maye este o comună în departamentul Somme, Franța. În 1 ianuarie 2022 avea o populație de 159 de locuitori.